# .32ACP弾
.32ACP弾とは、主に中型の自動式拳銃に使われる拳銃用弾薬である。

## 歴史
この銃弾はジョン・ブローニングが設計したACP弾シリーズの一種類であり、弾丸の製造は1899年にベルギーのFN社が製造を開始し、同年に製造を開始したFN ブローニングM1900が最初にこの弾薬を使用する銃となった。
その後、1960年代末まで西ヨーロッパの警察用拳銃はこの弾丸が一般的な弾丸であり、東ヨーロッパでも使用されていたが、1970年代のドイツ赤軍や赤い旅団などの極左組織や黒い九月などのパレスチナ過激派によるテロへの対策として警察の武装強化が進められ、一般警官の制式拳銃も9x19mmパラベラム弾を使用する大型拳銃へ更新されていった。現在、軍や警察においては威力不足であまり使われていないが、バックアップ拳銃用の弾丸として用いられることが多い。民間でも護身用拳銃の弾丸としてまだまだ広く使われている。
日本では第二次世界大戦前、将校用拳銃としてFN ブローニングM1910とコルトM1903が人気があり、そのためこれらの拳銃で使う.32ACP弾を8x22mm南部弾と共に陸軍造兵廠で製造し供給していた。1943年4月に陸軍は.32ACP弾を『「モ」式中型拳銃弾薬実包』として、.25ACP弾や7.63x25mmマウザー弾と共に準制式制定とした。

## 概要
一般的な小口径の拳銃弾なので一発ごとの威力は低いが比較的入手しやすく、主にフルメタル・ジャケット弾として使用される。暗殺銃ウェルロッド Mk.IIや、Vz61スコーピオンなどの短機関銃にもこの弾薬が使われている。威力が低いため発砲時の銃身の跳ね上がりが少なく、まとめて弾薬が撃ち出されるため命中精度は高い。
威力も安定しており値段も安価なので結果的に使い勝手の良い弾薬といえる。なお、この弾丸を使う拳銃の大半はこの銃弾より大口径の.380ACP弾 (9×17mm) 仕様がバリエーションとして用意されているが、その場合は銃身や弾倉は別の物を用意する必要があり、装弾数も1発減る。
32ACP弾は小型拳銃や護身用拳銃の弾薬として長い間使われてきたが、大きな需要があったのは戦後しばらくまでであり、現在では日本のSPがSIG P230の弾薬として使用しているくらいで、より大口径の.380ACP弾が需要で上回っている。

## 他の表記法
7.65mmブローニング弾
7.65×17mm
.32Auto
など

## 使用銃
拳銃
- Cz83（英語版）
- FN ブローニングM1900
- FN ブローニングM1910
- Md.74
- SIG SAUER P230
- Vz 50
- アストラ300（英語版）
- コルトM1903
- ツァスタバ M70
- ニューナンブM57B
- ベレッタ70
- ベレッタ3032 トムキャット（英語版）
- ワルサーPP
  - ワルサーPPK
- モーゼルHSc
- サタデーナイトスペシャル（安価で低品質な小型拳銃の総称）
- 一式拳銃
- ウェルロッド Mk. II

など（更なる追加を求む）
サブマシンガン
- Vz 61

その他
- ウェルロッド Mk.II（サプレッサー組み込み式の暗殺銃）